# Coma Pedrosa
Coma Pedrosa je s výškou 2942 m n. m. nejvyšší horou knížectví Andorra. Nachází se na severozápadě státu u hranice se Španělskem, v blízkosti vesnice Arinsal, která je součástí farnosti La Massana. Coma Pedrosa leží na hlavním hřebeni Pyrenejí.